# Básico (álbum de Alejandro Sanz)
Básico es el primer disco en directo de Alejandro Sanz, el cual que recoge su concierto "Básico 40 Principales" y que fue editado por Warner Music a finales de 1994.
Aunque el evento se grabó en video, nunca se puso en venta en ningún formato; según los productores, por dos razones: el escaso cambio de tomas y un escenario excesivamente oscuro. Sin embargo, se pueden ver algunas escenas en su documental homónimo en DVD.

## Lista de canciones
1. Mi primera canción - 5:50
2. Pisando fuerte - 4:34
3. Que no te daría yo - 4:04
4. Si tú me miras - 4:03
5. Cómo te echo de menos - 4:00
6. Los dos cogidos de la mano - 4:41
7. Tu letra podré acariciar - 3:31
8. A golpes contra el calendario - 5:17
9. Se le apagó la luz - 4:37
10. Viviendo deprisa - 3:37

## Personal
- Domingo J. Casas - Fotografía
- Nando González - Guitarra acústica y coros
- Guere - Bajo y coros
- Nacho Mañó - Director y productor
- Nacho Mañó - Guitarra acústica en "Tu Letra Podre Acariciar" y "A Golpes Contra El Calendario"
- Gino Pavone - Percusión
- Fran Rubio - Piano
- Alejandro Sanz - Voz principal, guitarra española y guitarra acústica
- Fernando Toussaint - Batería
- R. Vigil - Diseño
- Juan Vinader - Ingeniería de sonido y mezclas